# Distensioni su panca
La distensione su panca piana, o più semplicemente panca (in inglese bench press) è un esercizio fisico con i pesi. In realtà il nome tecnicamente corretto sarebbe estensioni su panca poiché la distensione è in realtà un movimento generato dalla contrazione eccentrica dei muscoli flessori. 
La distensione su panca è uno dei tre esercizi fondamentali nella disciplina sportiva del powerlifting, ed è usata intensamente per allenarsi anche nel sollevamento pesi, nel culturismo, nel fitness, e in generale nell'allenamento dell'efficienza muscolare. Mentre nel powerlifting e nel sollevamento pesi le distensioni su panca si eseguono con il bilanciere (barbell bench press), nel culturismo e altre discipline questo esercizio può essere eseguito anche con i manubri (dumbbell bench press).
L'esercizio si focalizza nello sviluppo del muscolo grande pettorale e così come degli altri muscoli complementari inclusi i deltoidi anteriori, i muscoli dentati anteriori, il muscolo coracobrachiale e i tricipiti. Il soggetto che esegue l'esercizio abbassa il peso al livello del petto, e in seguito lo spinge fino a quando il gomito raggiunge la piena estensione. Durante l'esecuzione dell'esercizio le scapole rimangono addotte così da preservare la salute della spalla e così da avere un simultaneo allungamento dei fasci del pettorale

## Biomeccanica delle distensioni su panca
Le distensioni su panca coinvolgono a livello osseo essenzialmente tre segmenti: braccio (omero), avambraccio (ulna e radio), e spalla (scapola e clavicola). I muscoli coinvolti in questo movimento sono molteplici, anche se vengono generalmente indicati grande pettorale, deltoide, e tricipite brachiale. Il movimento previsto nella fase positiva (o concentrica) in questo esercizio da parte del braccio (omero) è una flessione orizzontale, detta anche adduzione orizzontale, che per definizione si muove sul piano trasversale. In realtà la traiettoria del braccio può subire delle alterazioni in base alla variante scelta, avendo la possibilità di muoversi ad esempio sul piano sagittale eseguendo un movimento di flessione, oppure su un piano intermedio o obliquo tra il sagittale e il trasversale. L'avambraccio invece subisce un'estensione, mentre la scapola è sottoposta ad abduzione.
Muscoli coinvolti nella flessione orizzontale del braccio:
- Muscolo grande pettorale
- Muscolo deltoide (capo anteriore)
- Muscolo coracobrachiale
- Muscolo bicipite brachiale (capo breve)*

Muscoli coinvolti nell’estensione del avambraccio:
- Muscolo tricipite brachiale
- Muscolo anconeo

Muscoli coinvolti nell’abduzione della scapola:
- Muscolo piccolo pettorale
- Muscolo gran dentato
- Muscolo succlavio

*La flessione orizzontale del braccio, eseguita a gomito flesso, avvicina i capi di inserzione del bicipite brachiale che, pertanto, agisce con scarsa efficacia.

## Esecuzione nel powerlifting
Il regolamento del powerlifting prevede che nello svolgimento di questo esercizio l'atleta deve distendersi con la propria schiena sulla panca piana e mantenere la testa, le spalle e le natiche a contatto con la panca; i piedi devono rimanere piatti a terra ma è anche consentito usare dei blocchi al fine di ottenere una posizione stabile purché questi non superino i 30 cm di altezza; le mani devono impugnare il bilanciere serrando la presa. Queste posizioni vanno mantenute per tutta l'esecuzione dell'esercizio.

Nella pedana attorno alla panca ci devono essere da un minimo di due a un massimo di cinque assistenti, i quali possono aiutare l'atleta nello stacco del bilanciere dal rack. La distanza che separa le mani mentre impugnano il bilanciere non può essere superiore agli 81 cm fra i due indici.

Una volta rimosso e sollevato il bilanciere dal rack, l'atleta si posiziona a braccia distese e gomiti serrati e aspetta che il giudice dica "a posto", successivamente quest'ultimo farà partire l'esercizio dicendo "via" e muovendo il braccio verso il basso. Non appena ricevuto il segnale, l'atleta abbassa il bilanciere fino al torace in prossimità dello sterno, lo mantiene fermo sul torace, l'arbitro dopo aver verificato la posizione dirà "press", una volta ricevuto tale comando l'atleta solleverà il bilanciere ritornando a braccia distese e gomiti serrati, raggiunta questa posizione l'arbitro dirà "giù", consentendo al concorrente di riposizionare il bilanciere sul rack.

### Cause di squalifica
- Mancato rispetto dei segnali impartiti dall'arbitro di pedana.
- Qualsiasi modifica durante l'alzata della posizione di testa, spalle, natiche, mani è consentito solamente spostare i piedi a patto di mantenerli piatti sulla pedana.
- Movimenti di ondeggiamento o affondo sul petto del bilanciere eseguiti dopo la fase di fermo che possono aiutare l'atleta.
- Durante la risalita del bilanciere non sono consentiti movimenti di discesa di questo.
- Il bilanciere non tocca il torace.
- Le braccia non vengono distese completamente finita l'alzata.
- Qualsiasi contatto del bilanciere o dell'atleta con gli assistenti di pedana che possa facilitare l'alzata.
- Il contatto dei piedi dell'atleta con la panca.
- Qualsiasi contatto intenzionale del bilanciere con i sostegni della panca.
- Mancato rispetto di articoli del regolamento sull'esecuzione della distensione su panca.

## Varianti nel culturismo
Se l’esecuzione dell’esercizio nel powerlifting richiede lo scrupoloso rispetto di tutte le regole sopra menzionate, nell’ambito del bodybuilding è possibile invece scegliere tra la versione classica ed una serie di varianti dello schema motorio, in modo tale da cambiare il grado di coinvolgimento dei vari distretti muscolari sollecitati dalla distensione su panca. 

### Panca piana con bilanciere
Si tratta dell’esecuzione tradizionale, ossia, sostanzialmente quella prevista nelle gare di powerlifting, tuttavia nell’ambito del culturismo sono possibili leggere variazioni dell’esecuzione, al fine di stimolare al massimo grado l’ipertrofia del gran pettorale, del tricipite o di entrambi i muscoli. 

#### Presa larga
Impugnando il bilanciere con una presa molto larga, quindi corrispondente agli 81 cm di distanza tra gli indici o comunque con una presa che, pur inferiore a tale distanza-limite, corrisponda ad almeno 1,5 volte la larghezza delle proprie spalle, si ha un’esecuzione assimilabile a quella del powerlifting. Ciò consente di esprimere la massima forza possibile, e quindi di sollevare il massimo numero di chilogrammi. Se nel powerlifting, tuttavia, si tende ad effettuare un arco lombare particolarmente accentuato, nel bodybuilding è preferibile invece optare per un arco lombare più moderato e fisiologico: in tal modo si crea un piano di spinta altrettanto ottimale ed efficiente, ma senza stressare oltremisura la bassa schiena. Inoltre, l’uso di un arco non estremo permette di ampliare leggermente il ROM (che comunque rimane esiguo per via della grande larghezza dell’impugnatura, la quale permette una ridotta flessione di gomito) e quindi di allungare meglio il pettorale. La presa larga, in ogni caso, rende alquanto blando l’intervento dei tricipiti, i quali si limitano ad aiutare il movimento delle braccia soltanto negli ultimi centimetri in chiusura, mentre il coinvolgimento del gran pettorale, pur se non massimizzato, risulta ampiamente predominante. In sintesi, questa presa consente ottimi guadagni di forza e buoni guadagni di massa sui pettorali, dando poca enfasi ai tricipiti. 

#### Presa media
Si tratta della presa assolutamente più diffusa nell’ambito del culturismo. In questo caso la distanza delle mani sul bilanciere è minore rispetto alla presa larga ma comunque più ampia delle proprie spalle, corrispondendo a circa 1,2 o 1,3 volte la larghezza delle stesse (si ved, ad esempio, l’immagine sopra). In tal modo, si ottiene un ROM più abbondante, e questo provoca un maggiore allungamento del pettorale, che così facendo risulta stimolato al massimo ai fini dell’ipertrofia; di contro, la forza massima esprimibile sarà leggermente inferiore rispetto ad una presa larga. La posizione un po’ più vicina della mani, inoltre, aiuta anche il tricipite ad effettuare un maggiore lavoro, per quanto comunque il muscolo predominante rimanga il gran pettorale. In sintesi dunque, la presa media massimizza l’ipertrofia per i pettorali, permettendo al contempo una buona espressione di forza ed un discreto lavoro ipertrofico dei tricipiti. 

#### Panca presa stretta
Si tratta di una variante a parte, che presenta notevoli differenze rispetto alle due precedenti, pur prevedendo ugualmente l’uso di una panca piana e di un bilanciere. Se la presa larga e quella media costituiscono due modi diversi di eseguire uno schema motorio pressoché identico, nel caso della panca stretta abbiamo invece un esercizio decisamente differente. In questo caso il bilanciere dev’essere impugnato ad una larghezza uguale (o anche leggermente inferiore) a quella delle proprie spalle, ed i gomiti devono sfiorare il busto durante il movimento del bilanciere. Ciò causa un decisivo aumento del ROM e della flessione di gomito, stimolando fortemente i tricipiti e riducendo invece il grado di allungamento del pettorale: si tratta, pertanto, di un esercizio che va prevalentemente a carico dei tricipiti, mentre il gran pettorale viene declassato a muscolo secondario di spinta, o addirittura marginale qualora si opti per una presa ancora più stretta di quella delle spalle (ma è bene non avvicinare eccessivamente le mani, poiché ciò sottoporrebbe ad un forte stress articolare sia le spalle che i gomiti, senza peraltro aumentare in modo significativo il reclutamento dei tricipiti). L’uso della presa stretta implica l’utilizzo di carichi un po’ più bassi, intorno all’85% del carico usato per la presa larga e al 90% di quello usato per la presa media (ma se il soggetto ha tricipiti molto deboli o molto forti rispetto ai pettorali questi valori possono subire variazioni). 

### Panca inclinata con bilanciere
Si tratta dello stesso identico esercizio, ma eseguito su una panca inclinata a 30 gradi verso l’alto, invece che su una panca piana. Questa modalità permette di concentrare il carico di lavoro sulla porzione più alta del gran pettorale e provoca inoltre un aumentato coinvolgimento dei deltoidi, che divengono qui veri e propri muscoli secondari della spinta (mentre risultano coinvolti in modo soltanto accessorio nella panca piana, almeno se eseguita correttamente). Di contro, il piano di spinta diventa leggermente più sfavorevole, per cui i carichi saranno leggermente ridotti rispetto alla panca piana. In questa variante l’impugnatura deve avvenire sempre con una presa media, poiché una presa troppo stretta sottrarrebbe lavoro al petto scaricandolo sui tricipiti, mentre una presa larga non sarebbe possibile se non a pena di infortuni alla spalla. L’utilizzo di una panca ancora più inclinata (a 45 gradi) provoca un ulteriore aumento di lavoro per le spalle e richiederebbe l’uso di una presa piuttosto stretta e di carichi ancora più ridotti, riducendo quindi di riflesso anche lo stimolo sul pettorale. 

### Panca declinata con bilanciere
Si tratta della versione, poco diffusa, in cui l’esercizio è eseguito spingendo il bilanciere distesi su una panca inclinata sempre a 30 gradi, ma verso il basso. In questo modo il lavoro viene concentrato sulla porzione più bassa del gran pettorale. 

### Panca piana o inclinata con manubri
In questa variante non è proprio previsto l’uso del bilanciere, che viene invece sostituito da due manubri, utilizzabili per effettuare il movimento di spinta verso l’alto tanto su una panca piana quanto su una panca inclinata. Per ottenere una posizione articolarmente favorevole e permettere al contempo un adeguato reclutamento dei pettorali ed una buona espressione di forza, è fondamentale tenere i gomiti nella posizione corretta: essi non dovranno trovarsi né aderenti al busto (cosa che scaricherebbe gran parte del lavoro sui tricipiti), né, di contro, allineati alle spalle (le quali subirebbero così un forte e pericoloso stress articolare, con alto rischio di infortuni); la soluzione ottimale consiste nel tenere invece i gomiti a circa 45 gradi rispetto al busto, con le mani parzialmente intra-ruotate mentre i manubri si muovono. L’uso dei manubri in sostituzione del bilanciere riduce significativamente la forza massima esprimibile, ma permette un allungamento migliore del gran pettorale, più che altro perché è possibile un maggiore ROM in discesa, non essendovi più il vincolo del bilanciere ad arrestare il movimento.